# Ріо-Бланко (округ, Колорадо)
Шаблон:StateAbbr_ 39°59′ пн. ш. 108°12′ зх. д. / 39.98° пн. ш. 108.2° зх. д.
Округ  Ріо-Бланко (англ. Rio Blanco County) — округ (графство) у штаті  Колорадо, США. Ідентифікатор округу 08103.

## Історія
Округ утворений 1889 року.

## Демографія
За даними перепису 
2000 року 
загальне населення округу становило 5986 осіб, усе сільське.
Серед мешканців округу чоловіків було 3021, а жінок — 2965. В окрузі було 2306 домогосподарств, 1646 родин, які мешкали в 2855 будинках.
Середній розмір родини становив 2,98.
Віковий розподіл населення поданий у таблиці:
| Стать    | До 15 років | 15-21 | 22-29 | 30-39 | 40-49 | 50-65 | 65-85 | Понад 85 |
| -------- | ----------- | ----- | ----- | ----- | ----- | ----- | ----- | -------- |
| Чоловіки | 624         | 416   | 211   | 397   | 540   | 537   | 277   | 19       |
| Жінки    | 619         | 338   | 237   | 407   | 509   | 482   | 311   | 62       |

## Суміжні округи
- Моффат — північ
- Роутт — північний схід
- Гарфілд — південь
- Юїнта, Юта — захід

## Виноски
1. ↑  U.S. Decennial Census. United States Census Bureau. Процитовано 11 червня 2014.
2. ↑  Historical Census Browser. University of Virginia Library. Архів оригіналу за 11 серпня 2012. Процитовано 11 червня 2014.
3. ↑  Population of Counties by Decennial Census: 1900 to 1990. United States Census Bureau. Процитовано 11 червня 2014.
4. ↑  Census 2000 PHC-T-4. Ranking Tables for Counties: 1990 and 2000 (PDF). United States Census Bureau. Процитовано 11 червня 2014.
5. ↑  State & County QuickFacts. United States Census Bureau. Архів оригіналу за 25 лютого 2016. Процитовано 11 лютого 2014.(англ.) Наведено за англійською вікіпедією.
6. ↑  American FactFinder. Бюро перепису населення США. Архів оригіналу за 26 лютого 2012. Процитовано 31 січня 2008.

| США | Це незавершена стаття з географії США. Ви можете допомогти проєкту, виправивши або дописавши її. |